# Cameron (cratère)
Pour les articles homonymes, voir Cameron.
Cameron est un petit cratère d'impact lunaire situé sur le bord nord-ouest du cratère Taruntius. Il a été nommé d'après l'astronome américain Robert Curry Cameron par son épouse, la spécialiste lunaire Winifred Cameron (en). Cette formation est circulaire et en forme de coupe, sans caractéristiques distinctes particulières. Il était auparavant désigné Taruntius C.